# Johann Gottfried Bernhard Bach
Johann Gottfried Bernhard Bach (1715 – † 1739) va ser un organista alemany.
Quart fill de Johann Sebastian Bach i Maria Bàrbara Bach, va néixer a Weimar, Turíngia, l'11 de maig de 1715. Va estudiar a Leipzig i va treballar primer com a organista a Mühlhausen, el 1735, i després va servir a Sangerhausen, Saxònia-Anhalt. El 1738, va desaparèixer d'aquesta ciutat fugint dels seus nombrosos deutes i va abandonar la seva carrera musical per estudiar dret a Jena (Turíngia), on sembla que es posà en contacte amb el seu oncle Johann Nikolaus Bach. Tanmateix, va morir prematurament el 27 de maig de 1739, a l'edat de 24 anys.